# モーテル・ショット
『モーテル・ショット』（Motel Shot）は、アメリカ合衆国の夫婦デュオ、デラニー&ボニーが「デラニー&ボニー&フレンズ」名義で1971年に発表したスタジオ・アルバム。アコースティック楽器が多用された音楽性で、音楽評論家のJames Chrispellはallmusic.comにおいて「MTVアンプラグドの現象が起きるより何十年も前に、デラニー&ボニーはこうしたアコースティックの流儀で、アルバム1枚を満たすだけの曲を録音した」と評している。

## 解説
アルバムのクレジットでは、デラニー・ブラムレットとボニー・ブラムレットを含めると16人のミュージシャンの名前が記載されているが、それ以外にジョー・コッカーもレコーディングに参加しており、また、エリック・クラプトンやスティーヴン・スティルスも参加したといわれる。「カム・オン・イン・マイ・キッチン」はPayne作とクレジットされているがロバート・ジョンソンのカヴァーで、この曲とトラッド・ソングの「フィーリング・バッド」は、前スタジオ・アルバム『デラニーよりボニーへ』（1970年）でもメドレーの一部として取り上げられていた。ボニー・ブラムレットは、本作のクレジットにおいて「私がこのセッションで感じたことの半分でも、誰かがこのアルバムから感じてくれれば嬉しい」というメッセージを寄せている。
本作からは「愛の歌は永遠に」がシングル・ヒットしており、デラニー&ボニーのシングルとしては最高位の全米13位に達した。ニュー・シーカーズは、1971年にこの曲のカヴァーをシングルとして発表しており、ニュー・シーカーズのヴァージョンは全英シングルチャートで5週連続2位という大ヒットを記録した。

## 収録曲
1. ソウルは死なず  "Where the Soul Never Dies" (Traditional) – 3:24
2. ウィル・ザ・サークル・ビー・アンブロークン "Will the Circle Be Unbroken" (Traditional) – 2:42
3. ロック・オブ・エイジ "Rock of Ages" (Traditional) – 2:17
4. ロング・ロード・アヘッド "Long Road Ahead" (Delaney Bramlett, Bonnie Bramlett, Carl Radle) – 3:25
5. 色あせた恋 "Faded Love" (Bob Willis, Johnnie Wills) – 4:03
6. トーキン・アバウト・ジーザス "Talkin' about Jesus" (Traditional) – 6:51
7. カム・オン・イン・マイ・キッチン "Come on in My Kitchen" (Payne) – 2:41
8. ドント・ディシーヴ・ミー "Don't Deceive Me (Please Don't Go)" (Chuck Willis) – 3:54
9. 愛の歌は永遠に "Never Ending Song of Love" (D. Bramlett) – 3:20
10. シング・マイ・ウェイ・ホーム "Sing My Way Home" (D. Bramlett) – 4:02
11. フィーリング・バッド "Goin' Down the Road Feelin' Bad" (Traditional) – 5:12
12. ロング・ウェイ・フロム・ホーム "Lonesome and a Long Way from Home" (D. Bramlett, B. Bramlett, Leon Russell) – 3:55

## 参加ミュージシャン
- デラニー・ブラムレット - ボーカル、ギター、編曲
- ボニー・ブラムレット - ボーカル
- グラム・パーソンズ - ボーカル、ギター
- ボビー・ウィットロック - ボーカル
- ジム・ケルトナー - ドラムス
- デイヴ・メイソン - ギター
- デュアン・オールマン - ギター
- アイヴァ・ブラムレット - ボーカル
- エディ・ジェイムズ - ギター
- カール・レイドル - ベース
- レオン・ラッセル - ボーカル、ピアノ
- ジェイ・ヨーク - キーボード
- サンディ・コニコフ
- ジョン・ハートフォード - バンジョー
- ケニー・グラッドニー - ベース
- ベン・ベネイ - ギター
- ジョー・コッカー - ボーカル